# Pitcairnia maidifolia
Pitcairnia maidifolia är en gräsväxtart som först beskrevs av Charles Morren, och fick sitt nu gällande namn av Joseph Decaisne och Jules Émile Planchon. Pitcairnia maidifolia ingår i släktet Pitcairnia och familjen Bromeliaceae. Inga underarter finns listade i Catalogue of Life.

## Bildgalleri

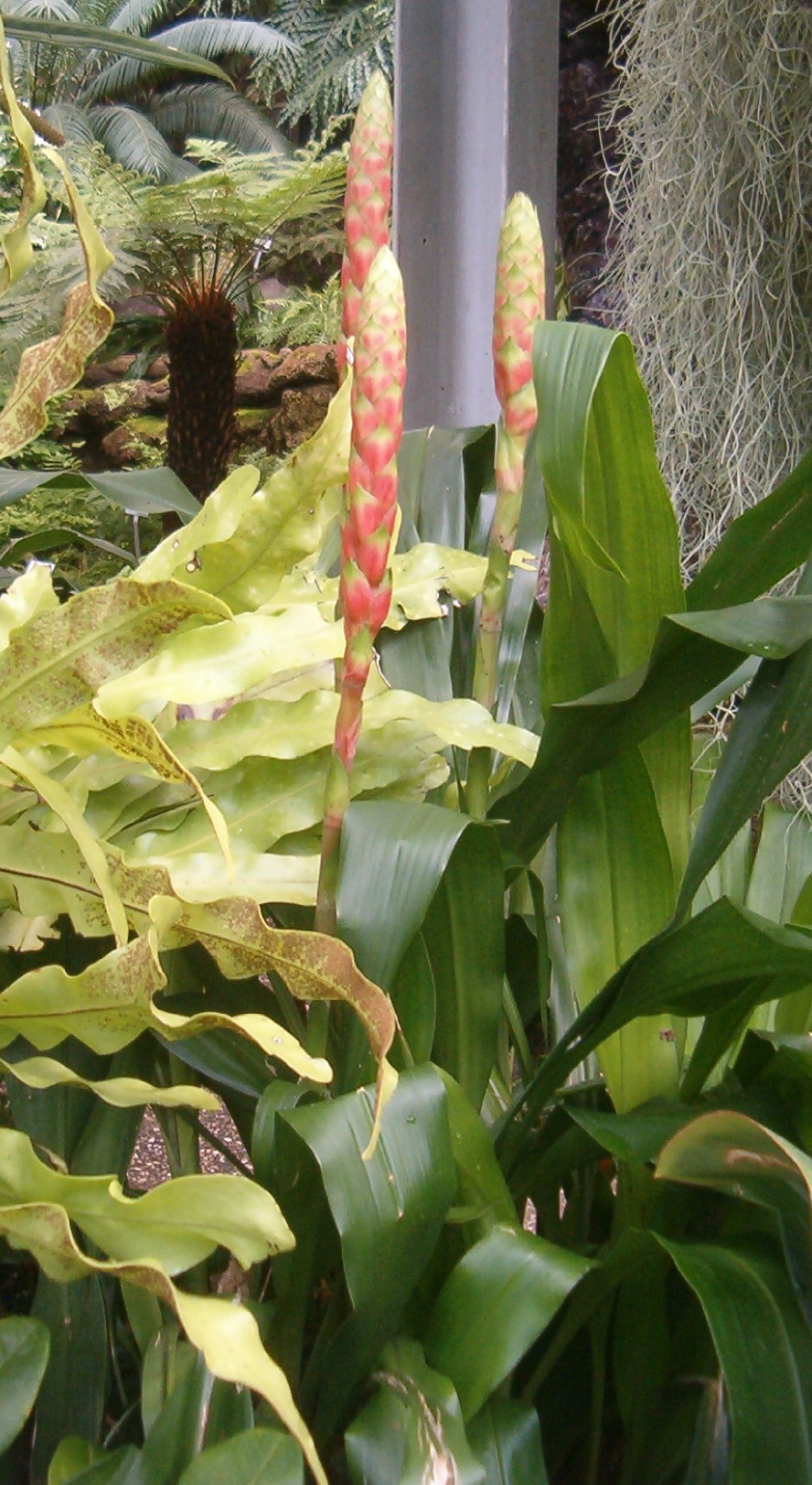
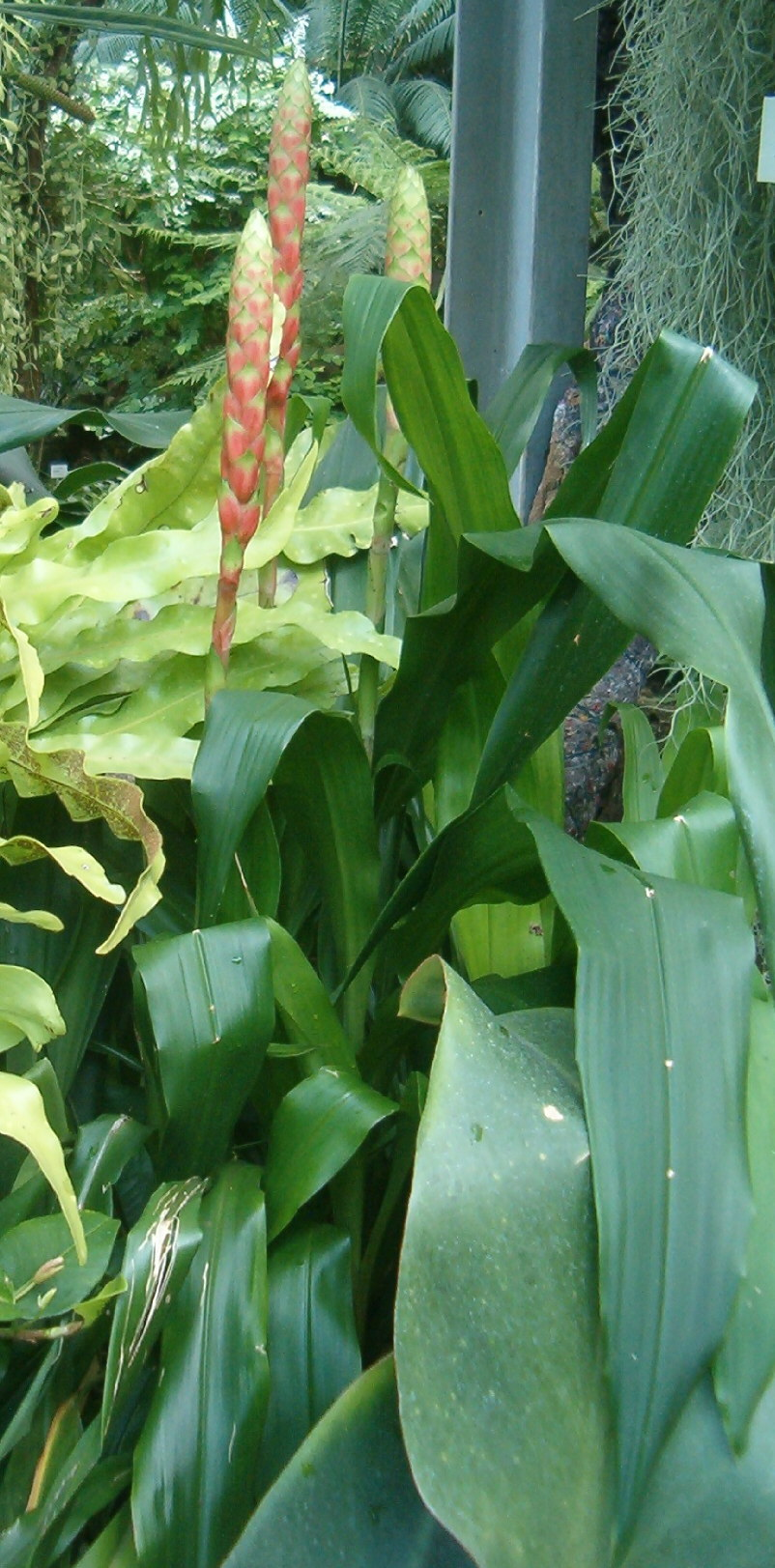
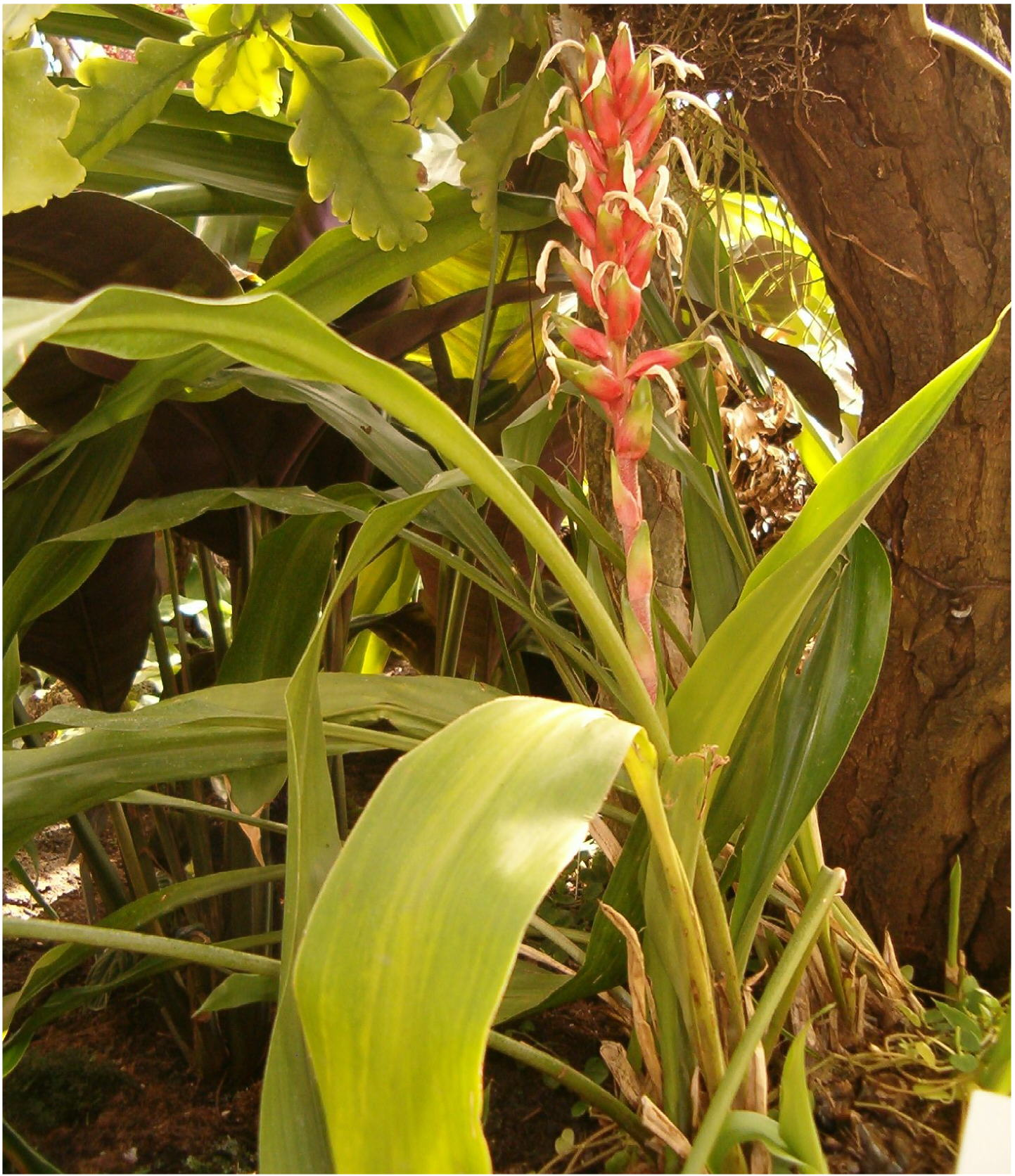
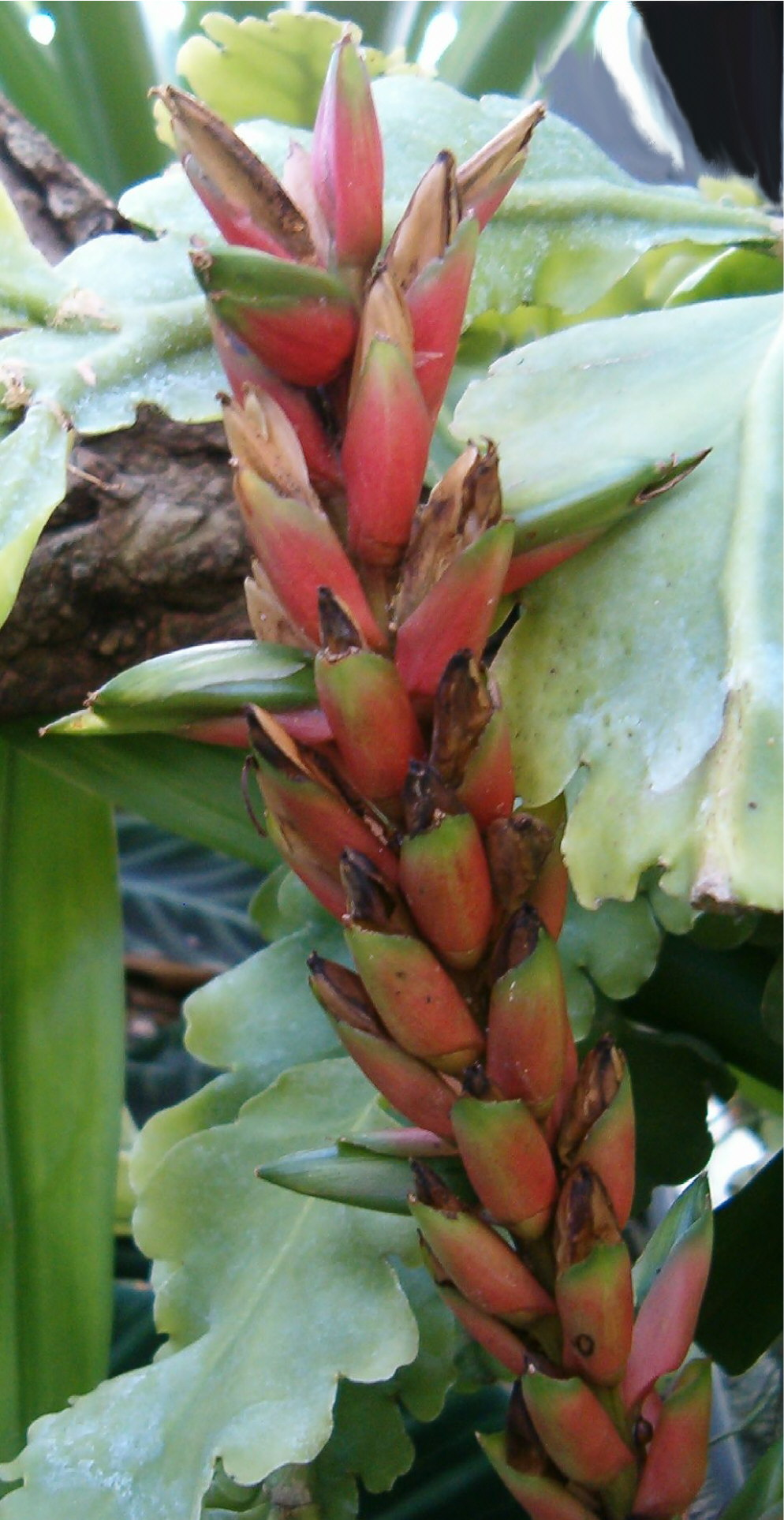